# 服部信雄
服部 信雄（はっとり のぶお、1947年7月19日 - ）は、日本の元バスケットボール選手である。

## 来歴
立教大学卒業。日本鋼管では1971年に日本リーグ4連覇達成とともにベスト5に選出。
全日本にも選ばれ、1967年世界選手権、1972年ミュンヘンオリンピックなどにも出場。
娘である服部梨絵も代表歴のあるバスケットボール選手。

## 代表歴
- 第6回ユニバーシアード
- 1967年世界選手権
- ミュンヘンオリンピック
- 1971アジア選手権
- 1974アジア大会